# Un generale e mezzo
Un generale e mezzo (On the Double) è un film in Technicolor del 1961 scritto e diretto da Melville Shavelson e interpretato da Danny Kaye.

## Trama
Durante la seconda guerra mondiale al soldato semplice americano Ernie Williams viene richiesto di impersonare il generale Lawrence MacKenzie-Smith, che agenti tedeschi vogliono assassinare, vista la sua somiglianza con l'ufficiale.

## Curiosità
Danny Kaye nel film si traveste anche da Marlene Dietrich.